# ルリツグミ
ルリツグミ（瑠璃鶇・学名Sialia sialis）は、スズメ目ツグミ科ルリツグミ属に属する鳥類の一種。
アメリカ合衆国ニューヨーク州とミズーリ州の州鳥である。主に昆虫類を捕食する。

## 形態
ツグミ科の鳥の中では中程度の大きさで、成鳥は腹が白い。雄の成鳥は上部が鮮やかな青色、喉と胸は赤茶色である。雌の成鳥は灰色がかった青の翼と尾、茶色っぽい喉と胸、灰色の頭と背を持つ。幼鳥は灰茶色で赤みがなく、胸はまだらで、翼と尾は青みがかっている。雄のさえずりはやわらかな「ジーウ」または「チール・ウィ」、あるいは唄うような「チティ・ウィーウ・ウェウィドゥー」のように聞こえる。

## 分布
新北区に生息する。木のある開けた土地、畑地、果樹園などを好む。北アメリカ大陸のロッキー山脈より東のカナダ南部からメキシコ湾岸、またアリゾナ州南東部からニカラグアにかけて分布する。分布地の北部では夏鳥、南部では留鳥となる。バミューダ諸島にも個体群が存在し、亜種である可能性がある。

## 保全の現状
かつて北アメリカ本土のルリツグミの個体群は、農業の改革にともなう生息地の環境の変化（巣を作るうろのある角材の柵の減少と枯れ木の伐採）、殺虫剤の濫用、移入種イエスズメやホシムクドリによる雛の捕食により、1900年代半ばまでには危機的なレベルに低下した。ルリツグミ専用の巣箱の設置と、ルリツグミの雛の捕食者かつ成鳥の競争相手であるイエスズメに巣箱を利用させないようにするための監視といった愛鳥家のネットワークの努力により、本種は絶滅の危機から救われた。畑地、果樹園、木の多い住宅地などを好むため、ヒトと比較的共存しやすい鳥であることも回復の一因である。その愛らしい姿から、愛鳥家にはとても人気がある。
バミューダ諸島のルリツグミは、約800万本のバミューダネズ（Juniperus bermudiana）の伐採による生息地の環境破壊と移入されたスズメ、ホシムクドリ、キバラオオタイランチョウによる雛の捕食により1940年代には絶滅の危機に陥った。1987年にはハリケーン・エミリーによりバミューダの森林の多くが破壊され、ルリツグミをはじめとする森林の鳥はさらに打撃を受けた。

## 画像

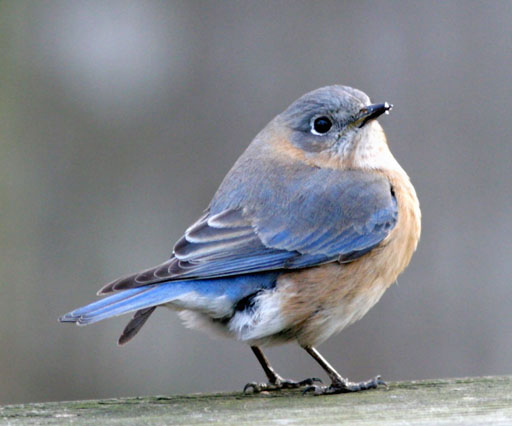
雌
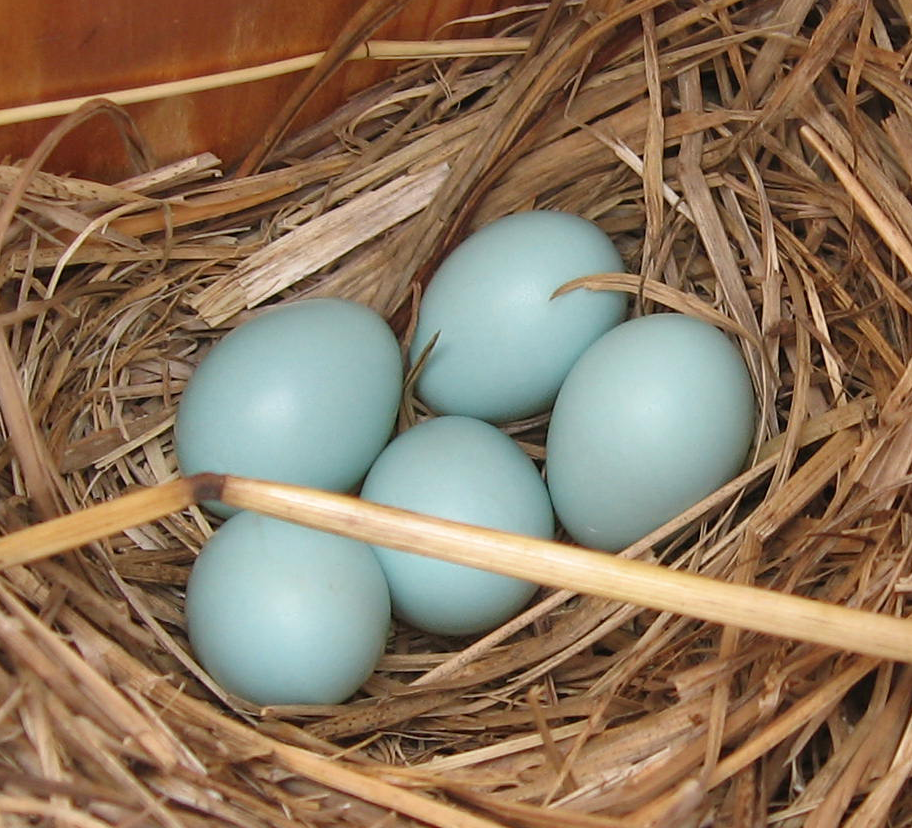
卵
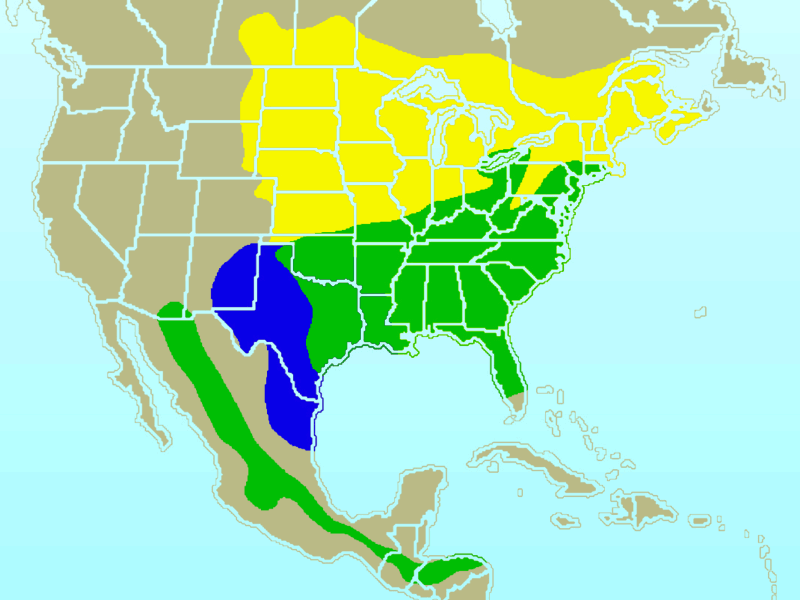
分布図。黄色の地域では夏鳥、青色の地域では冬鳥、緑色の地域では留鳥となる